# Delegazione presso l'Assemblea parlamentare del Consiglio d'Europa (Svizzera)
La Delegazione presso l'Assemblea parlamentare del Consiglio d'Europa DCE (in tedesco Parlamentarierdelegation beim Europarat ERD, in francese Délégation auprès de l'Assemblée parlementaire du Conseil de l'Europe DCE, in romancio Delegaziun a l'Assamblea parlamentara dal Cussegl da l'Europa DCE) è una delegazione dell'Assemblea federale della Confederazione elvetica che fa parte dell'Assemblea parlamentare del Consiglio d'Europa.

## Composizione
La delegazione è composta da 12 membri, di cui 6 membri supplenti, un presidente e un vicepresidente. Di questi, 4 membri ordinari e 4 supplenti provengono dal Consiglio nazionale, e 2 membri ordinari e 2 membri supplenti provengono dal Consiglio degli Stati, ripartiti tra i partiti in proporzione ai seggi ottenuti. La delegazione esiste dal 1961, e con l'adesione della Svizzera nel 6 maggio 1963 al Consiglio d'Europa i suoi membri fanno parte dell'Assemblea parlamentare.

## Funzione
I membri della delegazione fanno parte dell'Assemblea parlamentare, che si riunisce a Strasburgo quattro volte l'anno e si occupano di temi inerenti i diritti umani, lo stato di diritto e il rispetto dei valori democratici.
Ogni seduta segue una sessione preparatoria a Berna. Ciascun membro fa anche parte di almeno una delle commissioni dell'Assemblea, che si riuniscono tra le 12 e le 14 volte l'anno.
Alcuni membri della delegazione svolsero il ruolo di presidenti dell'Assemblea: Olivier Reverdin la presiedette dal 1969 al 1972 e Liliane Maury Pasquier dal 2018 al 2020. Il Consigliere agli Stati Dick Marty fu autore di rapporti che ebbero risonanza pubblica, tra cui rapporti sulle detenzioni e trasferimenti segreti di prigionieri in Europa da parte dalla CIA, sul traffico d'organi in Kosovo e sulle liste nere del Consiglio di sicurezza delle Nazioni Unite e dell’Unione europea.